# VM i markhåndbold 1948 (mænd)
Verdensmesterskabet i markhåndbold 1948 var det andet VM i markhåndbold for mænd, og turneringen blev arrangeret af International Handball Federation. 12 hold deltog i mesterskabet, som blev spillet som en cupturnering. Semifinalerne, bronzekampen og finalen blev spillet i Frankrig i perioden 3. – 6. juni 1948.
Mesterskabet blev vundet af Sverige, som gik ubesejret gennem turneringen, og som besejrede Danmark i finalen med 11-4. Bronzemedaljerne blev vundet af Schweiz, der vandt 21-4 over Frankrig i bronzekampen.

## Resultater
Turneringen blev spillet som en cupturnering.
| Kamp         | Dato  | Kamp                  | Res.  | Spillested  |
| ------------ | ----- | --------------------- | ----- | ----------- |
| 1/8-finaler  |       | Sverige – Finland     | 26–00 |             |
| 1/8-finaler  |       | Holland – Belgien     | 12–40 |             |
| 1/8-finaler  |       | Frankrig – Luxembourg | 16–50 |             |
| 1/8-finaler  |       | Østrig – Ungarn       | 4–2   |             |
| Kvartfinaler |       | Sverige – Polen       | 19–40 |             |
| Kvartfinaler | 23.5. | Danmark – Holland     | 15–50 | Amsterdam   |
| Kvartfinaler |       | Schweiz – Østrig      | 12–10 |             |
| Kvartfinaler |       | Frankrig – Portugal   | 6–3   |             |
| Semifinaler  | 3.6.  | Sverige – Schweiz     | 8–4   |             |
| Semifinaler  | 3.6.  | Danmark – Frankrig    | 17–40 | Saarbrücken |
| Bronzekamp   | 6.6.  | Schweiz – Frankrig    | 21–40 | Paris       |
| Finale       | 6.6.  | Sverige – Danmark     | 11–40 | Paris       |

| Plac. | Hold       |
| ----- | ---------- |
| 1.    | Sverige    |
| 2.    | Danmark    |
| 3.    | Schweiz    |
| 4.    | Frankrig   |
| 5-8.  | Polen      |
| 5-8.  | Østrig     |
| 5-8.  | Holland    |
| 5-8.  | Portugal   |
| 9-12. | Finland    |
| 9-12. | Luxembourg |
| 9-12. | Belgien    |
| 9-12. | Ungarn     |

## Hold
Sverige
Sten Akerstedt - Erik Ek - Olle Juthage -Valter Larsson - Ake Moberg - Lars-Erik Olsson - Hans Regnell - Bertil Rönndahl - Sven-Olle Schönberger - Ewerth Sjunnesson - Carl-Erik Stockenberg - Gösta Swerin -Træner: Curt Wadmark
 Danmark
Helge Bresling - Erik Christensen - Werner Duekjær - Holger Hansen - Jørn Henriksen - Bent Jakobsen - Svend Aage Madsen - Walther Madsen - Leif Møller - Mogens Nielsen - Karl Rasmussen - Egon Sander
 Schweiz
Hansjakob Bertschinger - Urs Bolliger - Ernst Dubs - Gino Garzoni - Marcel Jendly - Eduard Klöti - Paul Legler - Hans Osterwalder